# Mihaela Armășescu
Mihaela Armășescu, née le 3 septembre 1963 à Tomșani (Roumanie), est une ancienne rameuse roumaine. Elle est médaillée d'argent aux Jeux de 1984.

## Carrière
Mihaela Armășescu est médaillée d'argent en huit aux Jeux de 1984 et de 1988 ainsi que médaillée de bronze en quatre avec barreur aux Jeux de 1988. Elle est également médaillée d'or en huit et d'argent en quatre de couple aux Mondiaux 1989, médaillée de bronze en huit aux Mondiaux 1986 et 1985 ainsi que médaillée de bronze en quatre barré aux Mondiaux 1982.

## Palmarès

### Jeux olympiques
- Jeux olympiques d'été de 1988 à Séoul ( Corée du Sud) :
  -  médaille d'argent en huit
  -  médaille de bronze en quatre avec barreur
- Jeux olympiques d'été de 1984 à Los Angeles ( États-Unis) :
  -  médaille d'argent en huit

### Championnats du monde
- Championnats du monde 1989 à Bled ( Slovénie) :
  -  médaille d'or en huit
  -  médaille de bronze en quatre de couple
- Championnats du monde 1986 à Nottingham ( Royaume-Uni) :
  -  médaille de bronze en huit
- Championnats du monde 1985 à Hazewinkel ( Belgique) :
  -  médaille de bronze en huit
- Championnats du monde 1982 à Lucerne ( Suisse) :
  -  médaille de bronze en quatre barré

### Universiade
- Universiade d'été de 1987 à Zagreb ( Yougoslavie) :
  -  médaille d'argent en deux sans barreur